# Siderostigma
Siderostigma is een geslacht van vlinders van de familie Lecithoceridae.

## Soorten
- S. symbolica Gozmany, 1973
- S. triatoma Gozmany, 1978